# Corbeil-Essonnes
Corbeil-Essonnes är en kommun i departementet Essonne i regionen Île-de-France i norra Frankrike. Kommunen är chef-lieu, det vill säga huvudort över 2 kantoner som tillhör arrondissementet Évry. År 2022 hade Corbeil-Essonnes 53 712 invånare.
Kommunen är en av de sydliga förstäderna till Paris och ligger cirka 28 km från Paris centrum.

## Befolkningsutveckling
Antalet invånare i kommunen Corbeil-Essonnes
| Referens: INSEE |